# Zagori
Zagori (gr. Δήμος Ζαγορίου, Dimos Zagoriu) – gmina w Grecji, w administracji zdecentralizowanej Epir-Macedonia Zachodnia, w regionie Epir, w jednostce regionalnej Janina. W 2011 roku liczyła 3724 mieszkańców. Powstała 1 stycznia 2011 roku w wyniku połączenia dotychczasowych gmin: Anatoliki Zagori, Kiendriki Zagori i Timfi oraz wspólnot Wowusa i Papingo. Siedzibą gminy jest Asprangeli.